# سیاهرگ تهیگاهی مشترک
سیاهرگ تهیگاهی مشترک یا ورید ایلیاک مشترک (به انگلیسی: Common iliac vein) خون سیاهرگی لگن و اندام‌های تحتانی و ساختارهای اطراف را به بزرگ‌سیاهرگ زیرین منتقل می‌کند.
این سیاهرگ از بهم‌پیوست دو سیاهرگ ایلیاک خارجی و داخلی در شکم و سطح مهره پنجم کمری تشکیل می‌شود.

## کالبدشناسی

### خاستگاه
قدام به مفصل ساکروایلیاک و محل پیوند سیاهرگ‌های ایلیاک خارجی و داخلی

### راستا و پایان
به‌صورت فوقانی و مایل طی مسیر کرده تا با سیاهرگ هم‌نام مجاور خود در سطح مهره پنجم کمری پیوسته و تشکیل بزرگ‌سیاهرگ زیرین را می‌دهد.

### محدوده
علاوه بر سیاهرگ‌های اندام‌های تحتانی، سیاهرگ‌های ایلئولومبار و لترال ساکرال که خون عضلات ایلئوسواس و مهره‌های کمری چهارم و پنجم را درناژ می‌کنند و همچنین سیاهرگ اوبتراتور که خون کمپارتمان مدیال ران را تخلیه می‌کند؛ وارد این سیاهرگ می‌گردند.
درضمن سیاهرگ ایلیاک مشترک چپ خون سیاهرگ مدین ساکرال را نیز دریافت می‌کند.

### تنوع آناتومیک
گاهی سیاهرگ کلیوی چپ وارد سیاهرگ ایلیاک مشترک چپ می‌شود.

## مورد مهم بالینی
سندرم May-Thurner که در آن سیاهرگ ایلیاک مشترک چپ بین تنه مهره پنجم کمری و سرخرگ ایلیاک مشترک راست فشرده شده و سبب ایجاد لخته در سیاهرگ می‌گردد.